# Lazaros Papadopoulos
Lazaros Papadopoulos (en glo: Λάζαρος Παπαδόπουλος; Krasnodar, Unión Soviética, 3 de junio de 1980) es un exjugador de baloncesto griego.

## Carrera profesional
Nació en la URSS, concretamente en Krasnodar, y cuando tenía 10 años su familia trasladó su residencia a Salónica, donde se crio y se formó baloncestísticamente en las filas del Stavroupolis hasta que firmó por el Iraklis BC siendo aún sub-16, equipo con el que debutó en la máxima división griega y jugó durante los cinco primeros años de su carrera profesional (1996-2001).
Después de esos cinco años con el Iraklis, ficha por Panathinaikos BC, equipo en el que logra varios éxitos deportivos hasta el 2003. 
Volvió a jugar para el Iraklis BC la siguiente temporada por un año antes de firmar por el MBC Dynamo Moscow en 2004, equipo con el que logra la Copa ULEB. En el club ruso jugará hasta 2007, año en el que ficha por Real Madrid.
Tras una temporada en la que ofrece un rendimiento decepcionante, el conjunto blanco cede a Lazaros al Fortitudo Bolonia. Tras finalizar la temporada, llegó a un acuerdo con el Real Madrid para rescindir su contrato.
En febrero de 2011 firma con el Khimki BC, equipo con el que se proclama campeón de VTB United League. En agosto de ese mismo año, ficha por Olympiacos.
Con el equipo del Pireo, gana la Liga Griega y la Euroliga, la segunda de su palmarés.
El 5 de septiembre de 2012, regresa después de algunas temporadas a su antiguo club, PAOK, donde jugará una temporada.
Tras no convencerle ninguna propuesta, permanece sin equipo hasta que en febrero de 2014 ficha por Iberostar Tenerife, con el que juega un único partido en el que anota 15 puntos y captura 4 rebotes en 17 minutos, para un total de 16 puntos de valoración. Sus problemas de rodillas propician su desvinculación con el club aurinegro.
Finalmente, tras no recuperarse de sus lesiones de rodillas, deja el baloncesto profesional.

### Selección nacional
Ha sido internacional con Grecia desde las categorías inferiores, siendo sus logros más importantes, ya como integrante de la selección absoluta, la consecución del título de Campeón de Europa en 2005, en el que además fue designado como mejor pívot del torneo, y la medalla de plata lograda en el Campeonato del Mundo de Japón 2006.

## Trayectoria
- 1996-01 HEBA. Iraklis Salónica.  Grecia
- 2001-03 HEBA. Panathinaikos BC.  Grecia
- 2003-04 HEBA. Iraklis Salónica.  Grecia
- 2004-07 Superliga. MBC Dinamo Moscú.  Rusia
- 2007-08 ACB. Real Madrid.  España
- 2008-09 LEGA. Fortitudo Bolonia  Italia
- 2009-11 HEBA. PAOK Salónica BC  Grecia
- 2011 Superliga. Khimki BC  Rusia
- 2011-12 HEBA. Olympiacos B.C.  Grecia
- 2012-13 HEBA. PAOK Salónica BC  Grecia
- 2014 ACB. Iberostar Tenerife Canarias. ACB.   España

## Palmarés

### Clubes
- 2001-02 Campeón de la Euroliga con el Panathinaikos BC.
- 2002-03 Campeón de la Copa de Grecia con el Panathinaikos BC.
- 2002-03 Campeón de la liga griega con el Panathinaikos BC.
- 2004-05 Subcampeón de la Superliga rusa con el MBC Dinamo Moscú.
- 2005-06 Campeón de la Copa ULEB con el MBC Dinamo Moscú.
- 2010-11 Campeón de la VTB United League con el BC Khimki
- 2011-12 Campeón de la Euroliga con el Olimpiakos BC.
- 2011-12 Campeón de la A1 Ethniki con el Olimpiakos BC.

### Selección nacional
- Medalla de bronce en el Campeonato de Europa U-18 de Bulgaria 1998.
- 5 veces Campeón del Acropolis International Basketball Tournament (2000, 2003, 2005, 2006, 2007).
- Medalla de oro en el Campeonato de Europa de Belgrado 2005.
- Medalla de plata en el Campeonato del Mundo de Japón 2006.